# Lee Grant (cầu thủ bóng đá, sinh năm 1983)
Lee Anderson Grant (sinh ngày 27 tháng 1 năm 1983) là một huấn luyện viên bóng đá và cựu cầu thủ bóng đá chuyên nghiệp người Anh từng chơi cho câu lạc bộ Manchester United ở vị trí thủ môn,hiện anh là huấn luyện viên của câu lạc bộ  Ipswich Town.
Grant đã bắt đầu sự nghiệp chuyên nghiệp của mình với Derby County, ra mắt tại Football League vào tháng 9 năm 2002. Grant đã dành danh hiệu cầu thủ xuất sắc nhất mùa giải với Derby, trong thời gian đó anh ấy đã được cho mượn tới Burnley và Oldham Athletic. Anh gia nhập Sheffield Wednesday vào tháng 7 năm 2007 và trở thành thủ thành đầu tiên chơi trọn vẹn 136 trận liên tiếp. Anh chuyển đến Burnley vào tháng 7 năm 2010, nơi anh đã có 126 lần ra sân trong ba mùa giải, trước khi trở lại Derby County vào tháng 5 năm 2013. Grant gia nhập Stoke City vào tháng 8 năm 2016 ban đầu với hình thức cho mượn, sau đó anh ký hợp đồng với đội bóng này vào tháng 1 năm 2017. Anh đã thi đấu hai mùa giải tại Stoke trước khi chuyển đến Manchester United vào tháng 7 năm 2018.

## Sự nghiệp

### Stoke City
Ngày 31 tháng 8 năm 2016, Grant gia nhập câu lạc bộ Stoke City với bản hợp đồng cho mượn 6 tháng để thay thế cho Jack Butland bị chấn thương. Ngày 24 tháng 9, anh có lần đầu tiên ra sân tại Premier League ở tuổi 33 trong trận hoà 1-1 trên sân nhà trước West Bromwich Albion. Grant sau đó trở thành cầu thủ xuất sắc nhất trận gặp Manchester United vào ngày 2 tháng 10 năm 2016 khi giúp Stoke kiếm được điểm số đầu tiên tại Old Trafford kể từ năm 1980. Grant nhận được lời khen ngợi từ chủ tịch của  Stoke Peter Coates khi giúp đội bóng giữ sạch lưới trước Sunderland và Hull City.
Ngày 4 tháng 1 năm 2017, sau khi gây ấn tượng trong thời gian cho mượn với 6 trận giữ sạch lưới sau 15 lần ra sân ở mùa giải 2016-17, Grant chính thức gia nhập Stoke City trong một hợp đồng hai năm rưỡi với mức phí 1,3 triệu bảng. Grant đã ra sân 30 lần trong mùa 2016-17 giúp Stoke kết thúc ở vị trí thứ 13 ở Premier League và giành giải thưởng cầu thủ xuất nhất năm của câu lạc bộ. Grant trở thành sự lựa chọn thứ hai sau Jack Butland và có 5 lần ra sân trong mùa giải 2017-18.

### Manchester United
Grant ký hợp đồng 2 năm với câu lạc bộ Manchester United vào ngày 3 tháng 7 năm 2018 với mức phí không được tiết lộ, được cho là vào khoảng 1,5 triệu bảng. Anh nhận mặc số áo 13. Grant có lần đầu tiên ra sân cho Manchester United vào ngày 25 tháng 9 năm 2018, thay cho Juan Mata, sau khi Sergio Romero bị đuổi khỏi sân trong trận đấu tại EFL Cup với Derby County, United đã thua 7-8 ở loạt luân lưu sau khi hòa 2-2 ở thời gian thi đấu chính.
Grant lần đầu tiên đá chính cho United vào ngày 28 tháng 11 năm 2019 trong trận thua 2-1 trước Astana tại UEFA Europa League. Đây cũng là trận đấu đầu tiên của anh tại đấu trường châu Âu.

## Thống kê sự nghiệp
Tính đến ngày 28 tháng 11 năm 2019
| Câu lạc bộ             | Mùa giải       | Giải VĐQG      | Giải VĐQG | Giải VĐQG | FA Cup | FA Cup | League Cup | League Cup | Châu Âu | Châu Âu | Khác | Khác | Tổng cộng | Tổng cộng |
| Câu lạc bộ             | Mùa giải       | Hạng           | Trận      | Bàn       | Trận   | Bàn    | Trận       | Bàn        | Trận    | Bàn     | Trận | Bàn  | Trận      | Bàn       |
| ---------------------- | -------------- | -------------- | --------- | --------- | ------ | ------ | ---------- | ---------- | ------- | ------- | ---- | ---- | --------- | --------- |
| Derby County           | 2002–03        | First Division | 29        | 0         | 1      | 0      | 0          | 0          | —       | —       | —    | —    | 30        | 0         |
| Derby County           | 2003–04        | First Division | 36        | 0         | 1      | 0      | 1          | 0          | —       | —       | —    | —    | 38        | 0         |
| Derby County           | 2004–05        | Championship   | 2         | 0         | 0      | 0      | 0          | 0          | —       | —       | 0    | 0    | 2         | 0         |
| Derby County           | 2005–06        | Championship   | 0         | 0         | 0      | 0      | 1          | 0          | —       | —       | —    | —    | 1         | 0         |
| Derby County           | 2006–07        | Championship   | 7         | 0         | 0      | 0      | 1          | 0          | —       | —       | 0    | 0    | 8         | 0         |
| Derby County           | Tổng cộng      | Tổng cộng      | 74        | 0         | 2      | 0      | 3          | 0          | —       | —       | 0    | 0    | 79        | 0         |
| Burnley (mượn)         | 2005–06        | Championship   | 1         | 0         | —      | —      | —          | —          | —       | —       | —    | —    | 1         | 0         |
| Oldham Athletic (mượn) | 2005–06        | League One     | 16        | 0         | —      | —      | —          | —          | —       | —       | —    | —    | 16        | 0         |
| Sheffield Wednesday    | 2007–08        | Championship   | 44        | 0         | 2      | 0      | 2          | 0          | —       | —       | —    | —    | 48        | 0         |
| Sheffield Wednesday    | 2008–09        | Championship   | 46        | 0         | 1      | 0      | 1          | 0          | —       | —       | —    | —    | 48        | 0         |
| Sheffield Wednesday    | 2009–10        | Championship   | 46        | 0         | 1      | 0      | 2          | 0          | —       | —       | —    | —    | 49        | 0         |
| Sheffield Wednesday    | Tổng cộng      | Tổng cộng      | 136       | 0         | 4      | 0      | 5          | 0          | —       | —       | —    | —    | 145       | 0         |
| Burnley                | 2010–11        | Championship   | 25        | 0         | 3      | 0      | 3          | 0          | —       | —       | —    | —    | 31        | 0         |
| Burnley                | 2011–12        | Championship   | 43        | 0         | 1      | 0      | 4          | 0          | —       | —       | —    | —    | 48        | 0         |
| Burnley                | 2012–13        | Championship   | 46        | 0         | 0      | 0      | 1          | 0          | —       | —       | —    | —    | 47        | 0         |
| Burnley                | Tổng cộng      | Tổng cộng      | 114       | 0         | 4      | 0      | 8          | 0          | —       | —       | —    | —    | 126       | 0         |
| Derby County           | 2013–14        | Championship   | 46        | 0         | 1      | 0      | 3          | 0          | —       | —       | 3    | 0    | 53        | 0         |
| Derby County           | 2014–15        | Championship   | 40        | 0         | 0      | 0      | 3          | 0          | —       | —       | —    | —    | 43        | 0         |
| Derby County           | 2015–16        | Championship   | 10        | 0         | 0      | 0      | 1          | 0          | —       | —       | 0    | 0    | 11        | 0         |
| Derby County           | Tổng cộng      | Tổng cộng      | 96        | 0         | 1      | 0      | 7          | 0          | —       | —       | 3    | 0    | 107       | 0         |
| Stoke City             | 2016–17        | Premier League | 28        | 0         | 1      | 0      | 1          | 0          | —       | —       | —    | —    | 30        | 0         |
| Stoke City             | 2017–18        | Premier League | 3         | 0         | 0      | 0      | 2          | 0          | —       | —       | —    | —    | 5         | 0         |
| Stoke City             | Tổng cộng      | Tổng cộng      | 31        | 0         | 1      | 0      | 3          | 0          | —       | —       | —    | —    | 35        | 0         |
| Manchester United      | 2018–19        | Premier League | 0         | 0         | 0      | 0      | 1          | 0          | 0       | 0       | —    | —    | 1         | 0         |
| Manchester United      | 2019–20        | Premier League | 0         | 0         | 0      | 0      | 0          | 0          | 1       | 0       | —    | —    | 1         | 0         |
| Manchester United      | Tổng cộng      | Tổng cộng      | 0         | 0         | 0      | 0      | 1          | 0          | 1       | 0       | —    | —    | 2         | 0         |
| Tổng sự nghiệp         | Tổng sự nghiệp | Tổng sự nghiệp | 468       | 0         | 12     | 0      | 27         | 0          | 1       | 0       | 3    | 0    | 511       | 0         |

1. ↑  Ra sân tại play-offs EFL Championship
2. ↑  Ra sân tại UEFA Europa League

## Danh hiệu
Cá nhân
- Cầu thủ trẻ xuất sắc nhất năm của Derby County: 2002–03
- Cầu thủ xuất sắc nhất năm của Burnley: 2012–13
- Cầu thủ xuất sắc nhất năm của Stoke City: 2016–17